# Çò des de Pishon (Betlan)
Çò des de Pishon és una casa de Betlan al municipi de Vielha e Mijaran (Vall d'Aran) inclosa a l'Inventari del Patrimoni Arquitectònic de Catalunya.

## Descripció
Habitatge que compren bàsicament la casa de secció rectangular i la "bòrda" adossada a ponent,amb accessos independents des del carrer que queda a llevant, la primera a través d'un portal de fàbrica que dona a un pati obert, i la segona a partir del típic portal de fusta que dona al "corrau". La façana principal, paral·lela a la "capièra", s'orienta a migdia i presenta dos nivells d'obertures distribuïdes de tres en tres sota una cornisa. Al damunt "l'humarau" amb dues "lucanes" en el primer rengle, d'ampit desenvolupat i dues "boques de lop" en el segon. L'estructura d'encavallades de fusta suporta una teulada de pissarra amb arestes de planxes de zinc. La coberta és de dos vessants amb "penaus" en la banda de ponent, i un tresaigües en l'altra, el qual encabeix "l'humanèja" i una tercera llucana. Çò de Pishon destaca el tenir dues façanes exteriors pintades, de manera que sobre l'arrebossat emblanquinat les bandes de color groc destaquen la divisió de les plantes, les obertures amb la fusta de color marró, i la cornisa que inclou motius florals; altrament, en les cantonades trobem imitacions de carreus de llarg i de trevés, de color gris. Finalment, convé també subratllar la qualitat del treball de les dues fulles de la porta, presidides per una franja de "veires", així com el pany.

## Història
Betlan donà nom a un dels llinatges més prestigiosos de la Val d'Aran que el rei Pere el Catòlic concedí el privilegi d'exempció a Isnard de Betlan (1199)